# Elecciones municipales de 2015 en Pamplona
Las elecciones municipales de 2015 se celebraron en Pamplona el domingo 24 de mayo, de acuerdo con el Real Decreto de convocatoria de elecciones locales en España dispuesto el 30 de marzo de 2015 y publicado en el Boletín Oficial del Estado el día 31 de marzo.
Se eligieron los 27 concejales del pleno del Ayuntamiento de Pamplona, a través de un sistema proporcional (método d'Hondt), con listas cerradas y un umbral electoral del 5 %.

## Resultados
Los resultados completos correspondientes al escrutinio definitivo se detallan a continuación:
| Candidatura                                 | Candidatura                                 | Votos   | %                               | Escaños                         |
| ------------------------------------------- | ------------------------------------------- | ------- | ------------------------------- | ------------------------------- |
|                                             | Unión del Pueblo Navarro                    | 31 796  | 31,03                           | 10                              |
|                                             | EH Bildu                                    | 17 004  | 16,60                           | 5                               |
|                                             | Geroa Bai                                   | 16 114  | 15,73                           | 5                               |
|                                             | Partido Socialista de Navarra-PSOE          | 10 293  | 10,05                           | 3                               |
|                                             | Aranzadi Iruñea-Pamplona en Común           | 9727    | 9,49                            | 3                               |
|                                             | Izquierda-Ezkerra                           | 5829    | 5,69                            | 1                               |
| Partido Popular de Navarra                  | Partido Popular de Navarra                  | 3841    | 3,75                            | 0                               |
| Ciudadanos                                  | Ciudadanos                                  | 3650    | 3,56                            | 0                               |
| PACMA                                       | PACMA                                       | 1279    | 1,25                            | 0                               |
| Solidaridad y Autogestión Internacionalista | Solidaridad y Autogestión Internacionalista | 650     | 0,63                            | 0                               |
| Unión Progreso y Democracia                 | Unión Progreso y Democracia                 | 597     | 0,58                            | 0                               |
| Votos en blanco                             | Votos en blanco                             | 1679    | 1,64                            | n/a                             |
| Votos válidos                               | Votos válidos                               | 102 459 | 99,25                           | 27                              |
| Votos nulos                                 | Votos nulos                                 | 779     | Participación: \| \| 69,64 % \| | Participación: \| \| 69,64 % \| |
| Votantes                                    | Votantes                                    | 103 238 | Participación: \| \| 69,64 % \| | Participación: \| \| 69,64 % \| |
| Electores                                   | Electores                                   | 148 247 | Participación: \| \| 69,64 % \| | Participación: \| \| 69,64 % \| |
|                                             | 69,64 %                                     |         |                                 |                                 |

## Acontecimientos posteriores
Investidura del alcalde
Celebrada el 13 de junio de 2015 Joseba Asirón resultó elegido alcalde de Pamplona con una mayoría absoluta de los votos de los concejales (14 votos), los de su formación y los de Geroa Bai, Aranzadi e I-E; Enrique Maya recibió los 10 votos de su partido y Maite Esporrín los 3 de su formación política.
| Candidatos a la alcaldía | Votos |
| ------------------------ | ----- |
| Joseba Asirón            | 14/27 |
| Enrique Maya             | 10/27 |
| Maite Esporrín           | 3/27  |